# انزلاق مائي

رسم تخطيطي لإنزلاق مائي لإطار

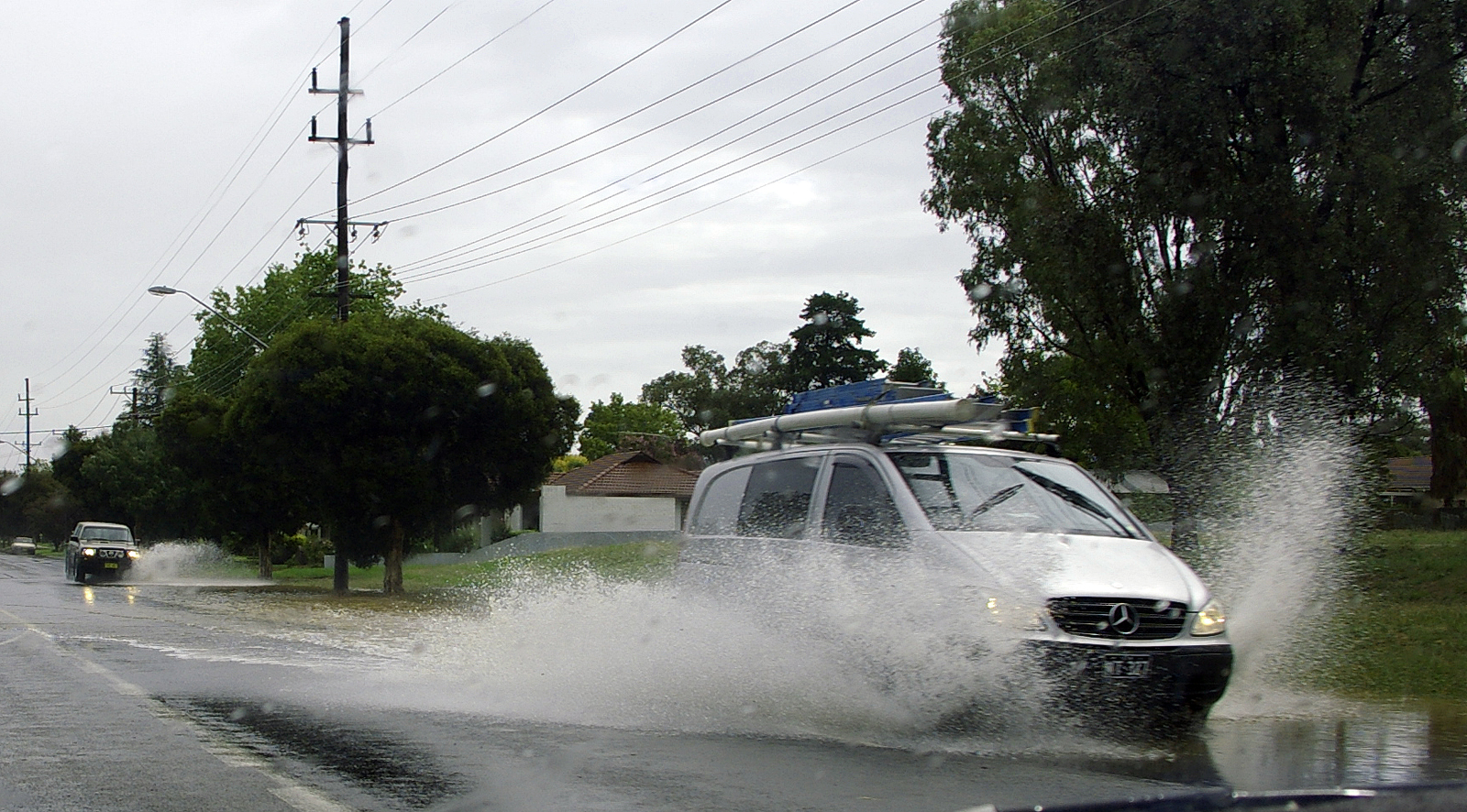
إنزلاق مائي لسيارتين

الانزلاق المائي أو التزحلق على الماء أو الزَّلْمَأَة (بالإنجليزية: Aquaplaning)‏ هي ظاهرة تحدث عندما تفقد عجلة واحدة على الأقل التصاقها بالأرض من خلال الانزلاق التام على سطح مائي (البرك، الرصيف الرطب، إلخ).يحدث التزحلق بواسطة الإطارات في مركبة الطريق، الطائرة أو غيرها من المركبات ذات العجلات عندما تتشكل طبقة من المياه بين عجلات السيارة وسطح الطريق، مما يؤدى إلى فقدان الجر الذي يمنع السيارة من الاستجابة لمدخلات القيادة. إذا حدث ذلك على جميع العجلات في وقت واحد، تصبح السيارة، في الواقع، مزلجة غير متحكم فيها. الانزلاق المائي هي ظاهرة مختلفة عن وجود الماء على سطح الطريق ملوثة بزيوت التشحيم. يتناقص الجر على الرصيف الرطب حتى في حالة عدم حدوث الإنزلاق المائي. تتزايد هذه الظاهرة في حالة وجود زيت أو المواد النفطية على الطريق مما يقلل من معامل الالتصاق.

## الأسباب
تعتمد كل وظيفة تغيير اتجاه أو سرعة مركبة على الاحتكاك بين الإطارات وسطح الطريق. صُمِّمَت أخاديد الإطار المطاطي لتشتيت المياه من أسفل الإطار، مما يوفر احتكاكًا عاليًا حتى في الظروف الرطبة. يحدث الإنزلاق المائي عندما يواجه الإطار كمية من الماء أكبر مما يمكن أن يبددها. يفرض ضغط الماء أمام العجلة إسفينًا من الماء أسفل الحافة الأمامية للإطار، مما يؤدي إلى رفعه عن الطريق. ثم ينزلق الإطار على ورقة من الماء مع القليل، إن وجد، من الإتصال المباشر، وفقدان التحكم في المسار. إذا كانت هناك عدة إطارات تحلق مائيًا، قد تفقد السيارة التحكم في الإتجاه فتنزلق إلى أن تصطدم بعائق ما، أو تتباطأ بدرجة كافية بحيث يتصل إطار واحد أو أكثر بالطريق مرة أخرى ويُستعاد الاحتكاك. يزداد خطر الإنزلاق المائي مع عمق الماء الراكد وحساسية السيارة لعمق المياه.  

### عوامل عمق الماء

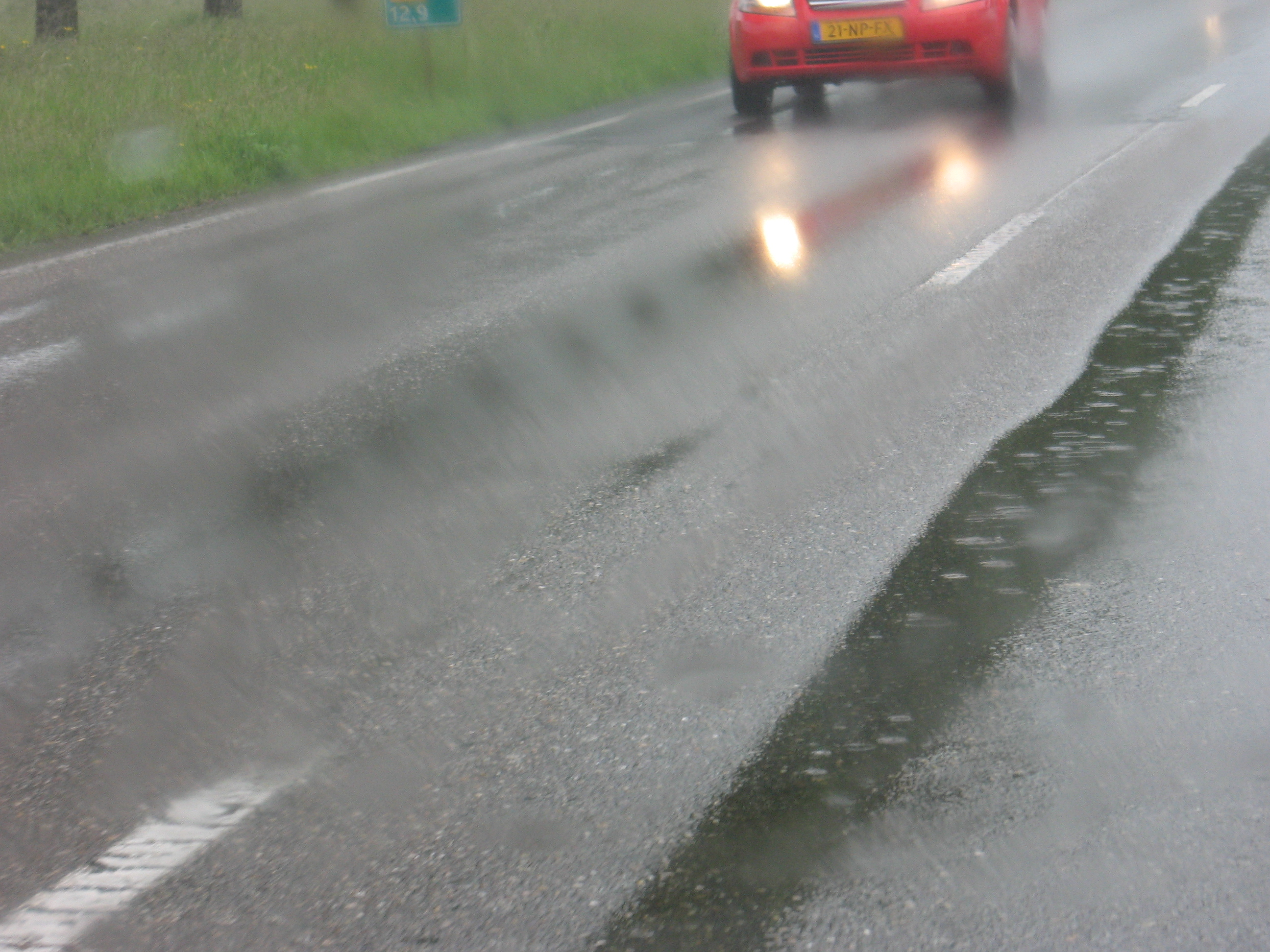
أخاديد في الطريق.

- عمق مسارات العجلات المضغوطة و الانخفاضات الطولية : يمكن أن تتسبب المركبات الثقيلة في حدوث تخدد في الرصيف بمرور الوقت مما يسمح بتجميع المياه.[5]
- النسيج الجزئي و الكلي للرصيف : [6] يمكن أن تكون الخرسانة أفضل من الإسفلت الساخن الميكس لأنها توفر مقاومة أفضل لوجود الأخاديد، على الرغم من أن هذا يعتمد على عمر السطح وتقنيات البناء المستخدمة أثناء الرصف. تتطلب الخرسانة أيضا اهتماما خاصا لضمان أن لديها ما يكفي من خشونة الملمس.
- الميل العرضي ودرجة انحدار : [7] الميل العرضي هو المدى الذي يشبه فيه المقطع العرضي للطريق U المقلوبة. يسمح الميل العرضي العالي بتصريف المياه بسهولة أكبر. درجة انحدار هو انحدار الطريق عند نقطة معينة، الذي يؤثر على كل من الصرف والقوة التي تمارسها السيارة على الطريق. تكون المركبات أقل عرضة للإنزلاق المائي أثناء السفر صعودًا، والأرجح أن تفعل ذلك في حوض بين تلتين متصلتين حيث تميل المياه إلى التجمع. يُطلق على الميل العرضي و درجة انحدار تدرج التصريف أو «الدرجة الناتجة». توصي معظم مناهج تصميم الطرق أن يتجاوز معامل التصريف في جميع أجزاء الطريق 0.5 ٪، وذلك لتجنب تشكل طبقة سميكة من الماء أثناء هطول الأمطار وبعده. المناطق التي قد يكون فيها تدرج الصرف أقل من الحد الأدنى 0.5٪، توجد عند مداخل ومخارج المنحنيات الخارجية المنكودة.[ا] عادةً ما تكون هذه النقاط الساخنة أقل من 1٪ من طول الطريق، ولكن هناك نسبة كبيرة من حوادث الانزلاق تحدث. تتمثل إحدى طرق تصميم الطريق في تقليل خطر التصادم في نقل التغيرفي الميل العرضي[ب] من المنحنى الخارجي إلى قسم الطريق المستقيم، حيث تكون القوى الجانبية أقل. إذا كان ذلك ممكنًا، فيجب أن يكون انتقال الميل الغرضي في وضع صعود أو انخفاض طفيف، وبالتالي تجنب تدرج التصريف إلى الصفر. يدعو دليل تصميم الطرق في المملكة المتحدة في الواقع إلى وضع التغيرفي الميل العرضي في ميل يتم إنشاؤه بشكل مصطنع، إذا لزم الأمر. في بعض الحالات، يمكن استخدام الأسفلت أو الخرسانة النفاذة لتحسين الصرف في التغيرات في الميل العرضي.
- عرض الرصيف : تتطلب الطرق الواسعة ميلًا عرضيًا أعلى لتحقيق نفس درجة التصريف.
- انحناء الطريق
- شدة الأمطار والمدة

### عوامل حساسية السيارة
- سرعة السائق والتسارع والكبح والتوجيه
- تآكل مداس الإطارات الإطارات البالية تحلق مائيا بسهولة. ينتج الإنزلاق المائي في المداسات نصف البالية أقل من 3 إلى 4 ميل في الساعة (من 5 إلى 7 كم / ساعة) مقارنة بالإطارات ذات المداس الكامل[8]
- ضغط التضخم في الإطارات : يمكن أن يؤدي انخفاض معدل التضخم إلى انحراف الإطارات إلى الداخل، مما يؤدي إلى رفع مركز الإطارات ومنع المداس من تنظيف المياه.
- نسبة عرض إطار العجلة[ج]
- وزن السيارة : يعمل المزيد من الوزن على الإطارات العريضة بشكل صحيح على إطالة رقعة التلامس، مما يحسن نسبة العرض إلى الارتفاع. يمكن أن يكون للوزن تأثير عكسي إذا كان الإطار أقل من اللازم.
- نوع السيارة : من المرجح أن تواجه المركبات المختلطة مثل العربات نصف المقطورة إنزلاق مائي غير متساوي الناتج عن التوزيع غير المتكافئ للوزن. المقطورة المحملة تحلق مائيا في اسرع وقت من القاطرة التي تسحبها. نفس المشاكل تحدث لشاحنات بيك آب أو مقطورات سحب سيارات الدفع الرباعي.

لا توجد معادلة دقيقة لتحديد سرعة مركبة التي ستحلق مائيا. الجهود الحالية قد استمدت قواعد الإبهام من الاختبارات التجريبية.  بشكل عام، تبدأ السيارات في الإنزلاق المائي بسرعات أعلى من 45-58 ميل في الساعة (72-93 كيلومتر في الساعة).

## دراجات نارية
تستفيد الدراجات النارية من الإطارات الضيقة مع بقع تلامس على شكل زورق. الإطارات الضيقة أقل عرضة للإنزلاق المائي لأن وزن المركبة موزع على مساحة أصغر، والإطارات الضيقة تجعل إزاحة الماء جانباً أكثر سهولة. تتناقص هذه المزايا على الدراجات النرية الخفيفة ذات الإطارات العريضة بشكل طبيعي، مثل تلك الموجودة في الفئة الرياضية. علاوة على ذلك، تقلل الظروف الرطبة من القوة الجانبية التي يمكن لأي إطار استيعابها قبل الانزلاق. حتى لو كان من الممكن تصحيح الانزلاق في مركبة ذات أربع عجلات، فإن نفس الانزلاق على دراجة نارية عادة ما يؤدي إلى سقوط المتسابق. وبالتالي، على الرغم من النقص النسبي لخطر اإنزلاق المائي في الظروف الرطبة، يجب أن يكون راكبو الدراجات النارية أكثر حذراً لأن الجر الكلي ينخفض في الطرق المبللة.

## المركبات

### الاستجابة
إذا كانت السيارة تسير بشكل مستقيم، فقد يبدأ السائق في الشعور بالراحة قليلاً. لكن هذا الشعور بالطريق في الظروف العادية قد يتضاءل بشكل مفاجئ حتى انظمة ومدخلات التحكم الإصلاحي الصغيرة ليس لها أي تأثير. أما إذا كانت القيادة في حالة الإنزلاق المائي للعجلات التي فقدت الجر واتجاه السفر، فإن ما يختبره السائق هو احساسه بارتفاع مسموع مفاجئ في عدد دورات المحرك في الدقيقة والسرعة المحددة عند بدء الدوران. إذا فقدت العجلات الأمامية الجر في الانعطاف السريع على الطريق، ستنجرف السيارة فجأة نحو الخارج من المنحنى. وإذا فقدت العجلات الخلفية قوة الجر، فإن الجزء الخلفي من السيارة سيؤدي إلى انحراف على الجانب بالانزلاق. أما إذا كانت جميع العجلات الأربعة تحلق مائياً في نفس الوقت، فستنزلق السيارة في خط مستقيم، أو نحو الخارج من المنحنى إذا كانت فيه. عندما تستعيد أي من العجلات أو جميعها الجر، قد يكون هناك هزة مفاجئة في أي اتجاه تشير إليه تلك العجلة.

### التعافي
تميل مدخلات التحكم إلى أن تأتي بنتائج عكسية أثناء الإنزلاق المائي. إذا لم تكن السيارة في وضع منعطف، فقد يؤدي إبطاء تشغيل المسرع إلى إبطاء السرعة بدرجة كافية لاستعادة الجر. يمكن أن تؤدي مدخلات التوجيه إلى وضع السيارة في مكان يكون فيه التعافي صعبًا أو مستحيلًا. إذا كان لا مفر من الكبح، يجب على السائق القيام بذلك بسلاسة والإستعداد لعدم الإستقرار.
إذا العجلات الخلفية تحلق مائياً وتسببت بهجوم عنيف، يجب على السائق التوجيه في اتجاه الانزلاق حتى استعادة الإطارات الخلفية للجر، ومن ثم التوجيه بسرعة في الإتجاه الآخر لتصويب السيارة.

### الوقاية من قبل السائق
أفضل إستراتيجية هي تجنب العوامل المساهمة في الإنزلاق المائي. فالضغط الملائم للإطارات واستعمال الإطارات الضيقة وغير المهترئة وتخفيض السرعة بشكل مناسب بأقل من السرعة المنصوح بها في الطريق الجافة و تجنب المياه الراكدة عوامل تقلل من خطر الإنزلاق المائي.
لا يمكن لأنظمة التحكم في الإستقرار الإلكتروني أن تحل محل تقنيات القيادة الدفاعية واختيار الإطارات المناسبة. تعتمد هذه الأنظمة على فرملة العجلة الانتقائية، والتي تعتمد بدورها على ملامسة الطريق. على الرغم من أن التحكم في الثبات قد يساعد على التعافي من الانزلاق عندما تتباطأ السيارة بدرجة كافية لاستعادة الجر، فإنها لا تستطيع منع الإنزلاق المائي.
يجب عدم استخدام التحكم في التطواف على الطرق الرطبة أو الجليدية نظرًا لأن المياه المجمعة والتغيرات في ظروف الطرق قد تتطلب تقليلًا سلسًا وفي الوقت المناسب للسرعة.

## الطائرة
قد يقلل نظام الإنزلاق المائي من فاعلية الفرامل في الطائرة عند الهبوط أو إحباط الإقلاع، عندما يتسبب ذلك في خروج الطائرة من المدرج. كان الإنزلاق المائي عاملاً في حادث رحلة طيران كانتاس 1 عندما كانت تنطلق من نهاية المدرج في بانكوك عام 1999 أثناء هطول أمطار غزيرة. تتمتع الطائرات التي يمكنها استخدام الفرامل ذات الدفع العكسي بميزة على المركبات على الطرق في مثل هذه الحالات، لأن هذا النوع من الفرامل لا يتأثر بالإنزلاق المائي، ولكنه يحتاج إلى مسافة كبيرة للعمل لأنه لا يكون فعالاً مثل الفرامل على العجلات على الطرق الجافة.
الإنزلاق المائي هي حالة يمكن أن توجد عندما تهبط طائرة على سطح مدرج ملوث بالمياه الراكدة و/ أو الثلج المبلل و/ أو الثلج الرطب. يمكن أن يكون للإنزلاق المائي تأثيرات ضارة خطيرة على إمكانية التحكم في الأرض وكفاءة المكابح. الأنواع الثلاثة الأساسية للإنزلاق المائي هي: الإنزلاق المائي اللزج، الإنزلاق المائي الديناميكي، الإنزلاق المائي بالمطاط المرتد. يمكن لأي من الثلاثة أن يجعل الطائرة غير قابلة للتحكم جزئيًا أو كليًا في أي وقت أثناء عملية الهبوط.
ومع ذلك يمكن منع هذا عن طريق الأخاديد على مدارج. في عام 1965، زار وفد أمريكي المؤسسة الملكية للطائرات في فارنبورو لمشاهدة مدرجها المخدد للحد من الإنزلاق المائي وبدأ دراسة أجرتها إدارة الطيران الفيدرالية وناسا.  ومنذ ذلك الحين تم تبني الحز من قبل معظم المطارات الرئيسية حول العالم. يتم قطع الأخاديد الرقيقة في الخرسانة مما يسمح لتبديد المياه ويقلل أيضًا من احتمال وجود خطوط مائية.

### أنواع الإنزلاق المائي

#### الإنزلاق اللزج
يرجع السبب في الإنزلاق المائي اللزج إلى الخصائص اللزجة للماء. هناك حاجة فقط إلى طبقة رقيقة من السائل لا يزيد عمقها عن 0.025 مم حيث لا يمكن أن يخترق الإطار السائل وينزلق فوق الطبقة الرقيقة. يمكن أن يحدث هذا بسرعة أقل بكثير من الإنزلاق المائي الديناميكي، ولكنه يتطلب سطحًا أملسًا أو سلسًا مثل الإسفلت أو منطقة التلامس المطلية بالمطاط المتراكم للتلامسات السابقة. مثل هذا السطح يمكن أن يكون له نفس معامل الاحتكاك الثلج الرطب مثلا .

#### الإنزلاق الديناميكي
يمثل الإنزلاق المائي الديناميكي ظاهرة عالية السرعة نسبياً تحدث عندما يكون هناك طبقة رقيقة من الماء على المدرج بعمق 1/10 بوصة (2.5 مم) على الأقل. مع زيادة سرعة الطائرة وعمق الماء، تزيد طبقة الماء من مقاومة متزايدة للإزاحة، مما يؤدي إلى تشكيل إسفين من الماء أسفل الإطار. في بعض السرعات، تسمى سرعة الإنزلاق المائي (Vp)، القوة التصاعدية الناتجة عن ضغط الماء تساوي وزن الطائرة فيتم رفع الإطار عن سطح المدرج. في هذه الحالة، لم تعد الإطارات تساهم في التحكم في الاتجاه، وعملية الكبح أصبحت غير فعالة اومعدومة. يرتبط ديناميكية الإنزلاق المائي بشكل عام بضغط التضخم في الإطارات. لقد أظهرت الاختبارات أنه بالنسبة للإطارات ذات الأحمال الكبيرة وعمق ماء كافٍ لمقدار المداس يتم تطبيق ضغط الرأس الديناميكي من السرعة على رقعة التلامس بالكامل، فإن الحد الأدنى للسرعة للإنزلاق المائي الديناميكي (Vp) بالعقد هو حوالي 9 مرات الجذر التربيعي لضغط الإطارات بالرطل لكل بوصة مربعة (PSI). بالنسبة لضغط إطارات الطائرة الذي يبلغ 64 رطلاً لكل بوصة مربعة (PSI)، فإن سرعة الإنزلاق المائي المحسوبة ستكون حوالي 72 عقدة (133.3 كم/ساعة). هذه السرعة للسير، لعجلة غير مقفلة؛ العجلة المقفلة تقلل سرعة الإنزلاق المائي إلى 7.7 أضعاف الجذر التربيعي للضغط. لذلك، فبمجرد أن يبدأ الإطار المغلق في الإنزلاق المائي، سوف يستمر حتى تقل السرعة بوسائل أخرى (سحب الهواء أو الاتجاه المعاكس).
{\displaystyle V(Knots)=9*{\sqrt {P(PSI)}}} أو {\displaystyle V(km/h)=201*{\sqrt {P(Mpa)}}}

#### الإنزلاق بالمطاط المرتد
الإنزلاق المائي بالمطاط المرتد (البخار) يحدث أثناء الكبح الثقيل الذي يؤدي لفترات طويلة إلى انزلاق العجلة المقفلة . بوجود طبقة رقيقة من الماء على المدرج فقط يكفي لتسهيل هذا النوع من التزحلق على الماء. انزلاق الإطارات يولد حرارة كافية لتغييرحالة الماء في الطبقة الرقيقة إلى وسادة من البخار الذي يبقي الاطارات خارج المدرج. من الآثار الجانبية للحرارة أنها تتسبب في عودة المطاط الموجود على المدرج إلى حالته الأصلية غير المتماسكة. من العلامات التي تشير بأن الطائرة قد شهدت الإنزلاق المائي بالمطاط المرتد، وجود علامات «التنظيف بالبخار» على سطح المدرج وبقايا المطاط المرتد ملتصقة على الإطارات.
غالبًا ما يأتي الإنزلاق المائي بالمطاط المرتد بعد مواجهة الطائرة للإنزلاق المائي الديناميكي، واثناء ذلك الوقت يقوم عادة الطيار بكبس المكابح في محاولة لإبطاء الطائرة. وفي النهاية، تتباطأ الطائرة بدرجة كافية إلى مستوى تلامس الإطارات مع سطح المدرج فتبدأ الطائرة في الانزلاق. العلاج لهذا النوع من الإنزلاق المائي هو أن يقوم الطيار بتحرير الفرامل والسماح للعجلات بالدوران وتطبيق الفرامل باعتدال. يعتبر الإنزلاق المائي بالمطاط خبيثًا لأن الطيار قد لا يعرف متى يبدأ، ويمكن أن يظهر في السرعات الأرضية البطيئة (20 عقدة أو أقل).

### تقليل المخاطر
يقلل أي اطار تحت وطئة الإنزلاق المائي من فعالية الفرامل والتحكم في الاتجاه.عند مواجهة إمكانية الإنزلاق المائي، يُنصح الطيارون بالهبوط على مدرج مخدد (إن وجد). يجب أن تكون سرعة الهبوط بطيئة قدر الإمكان بما يتوافق مع السلامة. بعد خفض عجلة الانف إلى المدرج، يجب استخدام الفرامل المعتدلة. إذا لم يتم الكشف عن التباطؤ بشبهة وجود الإنزلاق المائي، فيجب رفع الأنف واستخدام السحب الديناميكي الهوائي للتباطؤ إلى أن تصبح الفرامل فعالة.
تقنية الكبح المناسبة أمر ضروري. يجب أن تستخدم المكابح بحزم حتى تصل إلى نقطة أقل من التزحلق. عند الإشارة الأولى للانزلاق، ينبغي للطيار تحرير ضغط الفرامل والسماح للعجلات بالدوران. يجب الحفاظ على التحكم الاتجاهي قدر الإمكان. في حالة حدوث الإنزلاق المائي مع وجود الرياح العرضية، فإن الرياح العرضية ستجعل الطائرة تتجه في نفس الوقت مع اتجاه الريح (أي أن الأنف سوف يتجه نحو الريح) وكذلك الانزلاق نحو الأسفل (سوف تميل الطائرة إلى الانزلاق في الاتجاه الذي يتحرك فيه الهواء).
بالنسبة للطائرات الصغيرة، يجب على الطيار الضغط على مقدمة الطائرة (الأنف) كما لو كان يؤدي الهبوط في الحقل، ويستخدام الدفة للحفاظ على التحكم الايروديناميكي بالضغط على الجنيح العلوي في أفضل وضع لمنع رفع الجناح. ومع ذلك، يجب تجنب الهبوط في أمطار غزيرة حيث يكون مكون الريح العرضية أعلى من الحد الأقصى المدرج في دليل عمليات الطيران.